# Archipines flavida
Archipines flavida là một loài bọ cánh cứng trong họ Endomychidae. Loài này được Pic mô tả khoa học năm 1928.